# Ebosia falcata
Ebosia falcata is een straalvinnige vissensoort uit de familie van schorpioenvissen (Scorpaenidae). De wetenschappelijke naam van de soort is voor het eerst geldig gepubliceerd in 1978 door Eschmeyer & Rama-Rao.